# Eupithecia carpophagata
Eupithecia carpophagata är en fjärilsart som beskrevs av Otto Staudinger 1871. Eupithecia carpophagata ingår i släktet Eupithecia och familjen mätare. Inga underarter finns listade i Catalogue of Life.